# Коџи Фунамото
Коџи Фунамото (јап. 船本 幸路; 12. август 1942) бивши је јапански фудбалер.

## Каријера
Током каријере је играо за Тојо.

## Репрезентација
За репрезентацију Јапана дебитовао је 1967. године. За тај тим је одиграо 19 утакмица.

## Статистика
| Јапан  | Јапан   | Јапан  |
| Година | Наступи | Голови |
| ------ | ------- | ------ |
| 1967.  | 1       | 0      |
| 1968.  | 1       | 0      |
| 1969.  | 1       | 0      |
| 1970.  | 1       | 0      |
| 1971.  | 0       | 0      |
| 1972.  | 5       | 0      |
| 1973.  | 2       | 0      |
| 1974.  | 0       | 0      |
| 1975.  | 8       | 0      |
| Укупно | 19      | 0      |